# Killer (álbum de Alice Cooper)
Killer é o quarto álbum de estúdio da banda Alice Cooper, foi lançado em novembro de 1971.

## Faixas

### Lado 1
1. "Under My Wheels" (Michael Bruce, Dennis Dunaway, Bob Ezrin) - 2:51
2. "Be My Lover" (Bruce) - 3:21
3. "Halo of Flies" (Alice Cooper, Glen Buxton, Bruce, Dunaway, Neal Smith) - 8:22
4. "Desperado" (Cooper, Bruce) - 3:30

### Lado 2
1. "You Drive Me Nervous" (Cooper, Bruce, Ezrin) - 2:28
2. "Yeah, Yeah, Yeah" (Cooper, Bruce) - 3:39
3. "Dead Babies" (Cooper, Buxton, Bruce, Dunaway, Smith) - 5:44
4. "Killer" (Bruce, Dunaway) - 6:57

## Músicos

### Banda
- Alice Cooper – voz
- Glen Buxton – guitarra (solo)
- Michael Bruce – guitarra (base), teclado
- Dennis Dunaway – baixo
- Neal Smith – bateria

### Apoio
- Rick Derringer - guitarra na faixa "Under My Wheels"